# Buczek (gmina)
Pour les articles homonymes, voir Buczek.
Buczek est une gmina (commune) rurale (gmina wiejska) du powiat de Łask, dans la Łódź, dans le centre de la Pologne.
Son siège administratif (chef-lieu) est le village de Buczek, qui se situe environ 22 kilomètres au sud-ouest de Łask (siège du powiat) et 53 kilomètres au sud-ouest de la capitale régionale Łódź (capitale de la voïvodie).
La gmina couvre une superficie de 92,21 km2 pour une population de 5 105 habitants en 2014.

## Histoire
De 1975 à 1998, la gmina est attachée administrativement à la voïvodie de Sieradz.

Depuis 1999, elle fait partie de la voïvodie de Łódź.

## Géographie
La gmina inclut les villages et localités de :

Position de la gmina dans le powiat

- Bachorzyn
- Brodnia Dolna
- Brodnia Górna
- Buczek
- Czarny Las
- Czestków A
- Czestków B
- Czestków F
- Czestków-Osiedle
- Dąbrowa
- Dąbrówka
- Grzeszyn
- Gucin
- Herbertów
- Józefatów
- Kowalew
- Luciejów
- Malenia
- Petronelów
- Sowińce
- Strupiny
- Sycanów
- Wilkowyja
- Wola Bachorska
- Wola Buczkowska

### Gminy voisines
La gmina de Buczek est voisine des gminy suivantes :
- Łask
- Sędziejowice
- Zelów

## Structure du terrain
D'après les données de 2007, la superficie de la commune de Buczek est de 92,21 kilomètres carrés, répartis comme telle :
- terres agricoles : 69 %
- forêts : 21 %

La commune représente 14,92 % de la superficie du powiat.

## Démographie
Données du 31 décembre 2007 :
| Description        | Total  | Total | Femmes | Femmes | Hommes | Hommes |
| ------------------ | ------ | ----- | ------ | ------ | ------ | ------ |
| Unité              | Nombre | %     | Nombre | %      | Nombre | %      |
| Population         | 4 898  | 100   | 2 460  | 50,2   | 2 438  | 49,8   |
| Densité (hab./km²) | 53     | 53    | 27     | 27     | 26     | 26     |